# Newcastle Challenger 1995
Il Newcastle Challenger 1995 è stato un torneo di tennis facente parte della categoria ATP Challenger Series nell'ambito dell'ATP Challenger Series 1995. Il torneo si è giocato a Newcastle in Gran Bretagna dal 24 al 30 luglio 1995 su campi in cemento.

## Vincitori

### Singolare
Dick Norman ha battuto in finale  David Nainkin con il punteggio di 6–1, 6–4

### Doppio
Andrew Foster /  Danny Sapsford hanno battuto in finale  Nebojša Đorđević /  Lorenzo Manta con il punteggio di 3–6, 6–1, 6–2